# Gustav Friedrich von Beyer

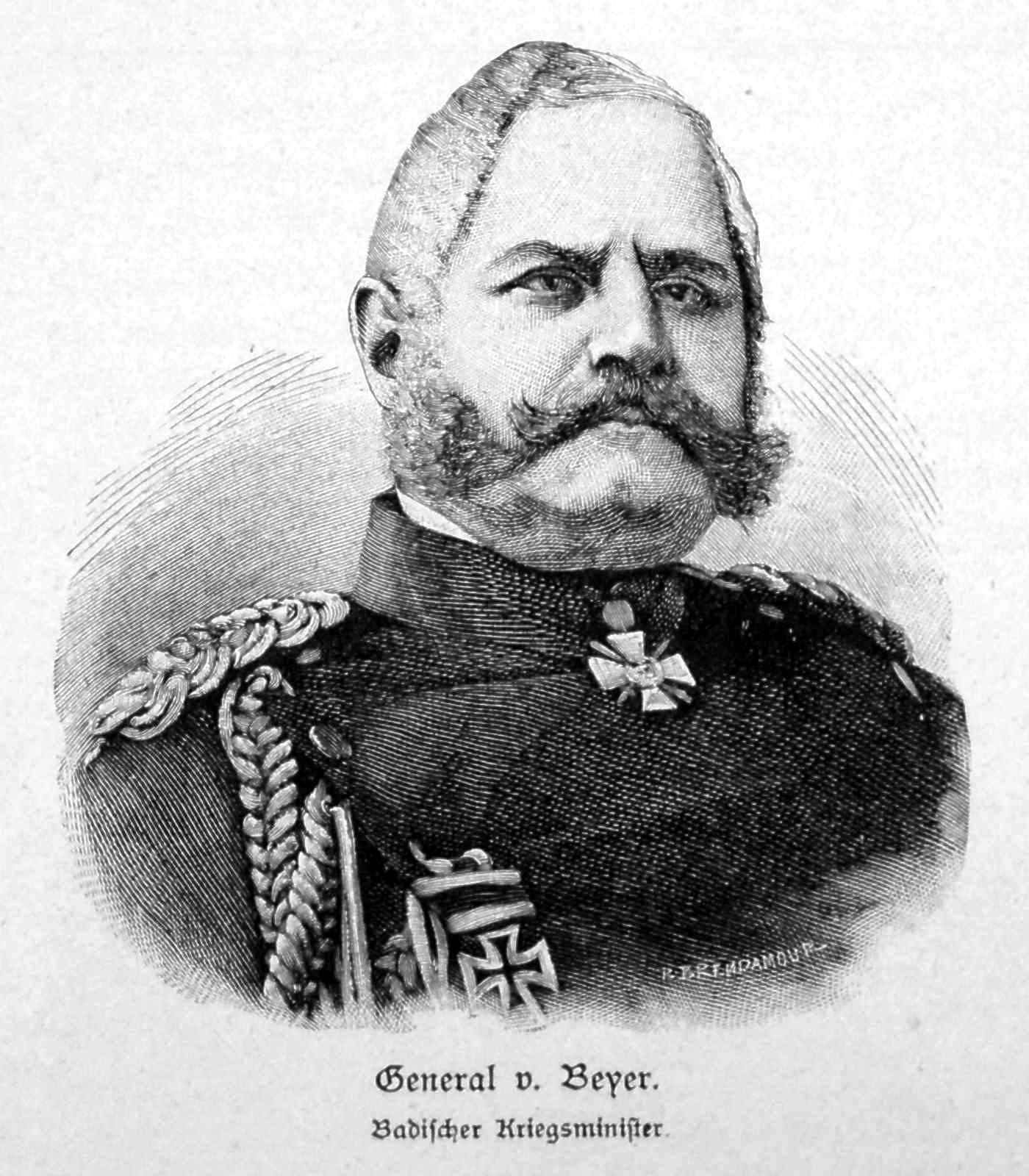
Gustav Friedrich von Beyer

Gustav Friedrich von Beyer, före 1859 Beyer, född den 26 februari 1812 i Berlin, död den 7 december 1889 i Leipzig, var en tysk general.
Beyer ingick 1829 i preussiska armén och tjänstgjorde 1850–1860 i krigsministeriet. Det var han, som 1866 besatte Kur-Hessen och tog kurfursten till fånga på Wilhelmshöhe. I det följande fälttåget förde von Beyer en division av Mainarmén. Efter freden utnämndes han till generallöjtnant och blev 1867 militärfullmäktig i Karlsruhe samt övergick året därpå i badensisk tjänst som krigsminister, varjämte han fick uppdrag att omorganisera den badensiska divisionen efter preussiskt mönster. År 1870 övertog han befälet över nämnda division, inneslöt Strassburg och intog Dijon. År 1871 inträdde han åter i preussisk tjänst och blev guvernör i Koblenz. År 1873 blev han general av infanteriet. Han tog avsked 1880.